# 이승옥
이승옥(李承沃, 1956년 10월 1일 ~ )은 대한민국의 정치인이다. 제44대 전라남도 강진군수이다.

## 학력
- 강진계산초등학교 졸업
- 강진중학교 졸업
- 장흥고등학교 졸업
- 한국방송통신대학교 행정학 학사
- 전남대학교 대학원 행정학 석사
- 호남대학교 대학원 행정학 박사

## 경력
- 전라남도청 노인복지과 과장
- 전라남도청 사회복지과 과장
- 전라남도청 행복마을과 과장
- 전라남도청 종합민원실 실장
- 전라남도청 정책기획관
- 2011.07 ~ 2012.07 전라남도청 행정지원국 국장
- 2012.07 ~ 2014.08 전라남도청 관광문화국 국장
- 2014.08 ~ 2016.07 전라남도 여수시 부시장
- 2018.07 ~ 2022.06 : 제44대 민선 7기 전라남도 강진군수(초선)

## 범죄전력
- 도로교통법위반(음주측정거부): 벌금 2,000,000원 - 2001년 9월 27일 선고[1]

### 탈법방법문서배부
공직선거법에서는 선거일 180일 전부터 선거일까지 의례적인 범위를 벗어나 선거에 영향을 미치게 하기 위해 다수의 선거구민에게 후보자의 성명을 나타내는 인사장 배부를 금지하고 있다.
그러나 이승옥 강진군수는 2018년 지방선거를 앞두고, 2018년 2월 설 명절을 이용해 강진군 가구 수의 절반에 해당하는 주민 9024명에게 인사장을 대량 발송하였다. 2017년 9월 추석에는 주민 8297명에게 인사장을 발송하였다.
2019년 1월 29일 광주지방법원 장흥지원 형사1부 공직선거법위반 죄로 이승옥에게 벌금 80만원을 선고했다.
2019년 5월 21일 광주고등법원 제1형사부는 항소를 기각하고 원심판결 벌금 80만원 형을 유지하였다.
검찰이 상고하지 않아 형이 확정되어 군수직을 유지하게 되었다.

### 선거구민에게 금품 제공·3000만원 수수
제8회 지방선거 기간 동안 당시 강진군수이던 이승옥은 비서실장 C와 공모하여 선거캠프 자원봉사자, 읍면장 등을 동원하여 선거구민 800여명에게 사과 선물 명목으로 합계 3,350만원 상당의 과일을 제공하는 등 총 6회에 걸쳐 합계 6,200만원 상당 과일을 제공하였다. 기부행위 범행에는 이승옥의 처 B, 비서실장 C 등 20여명이 가담하였다.(공직선거법위반)
2022년 7월 27일 공직선거법 위반 죄로 이승옥의 구속영장이 발부되었으며, 8월 전남경찰청 반부패경제범죄수사1대는 검찰에 송치하였다.
2018년 5월에는 제7회 지방선거 강진군수 후보자로 활동하면서 선거캠프 상황실장과 공모하여 폐기물처리업자에게 '군수로 당선되면 폐기물 처리업체를 산단으로 이주해주고, 군청과 업무 협약 체결을 해주겠다'고 하며 5만원권으로 선거자금 3000만원을 받았다(정치자금법위반).
2023년 1월 2일 광주지방법원 장흥지원 제1형사부는 공직선거법위반, 정치자금법위반 죄로 이승옥에게 징역 1년 6개월, 집행유예 3년, 추징금 3000만원을 선고하였다.

## 역대 선거 결과
| 실시년도 | 선거      | 대수 | 직책 | 선거구      | 정당         | 득표수    | 득표율          | 순위 | 당락 | 비고           |
| -------- | --------- | ---- | ---- | ----------- | ------------ | --------- | --------------- | ---- | ---- | -------------- |
| 2018년   | 지방 선거 | 44대 | 군수 | 전남 강진군 | 더불어민주당 | 11,390 표 | \| \| 49.02% \| | 1위  |      | 초선, 민선 7기 |
|          | 49.02%    |      |      |             |              |           |                 |      |      |                |